# Exerzierplatz (Naturschutzgebiet)
Der Exerzierplatz ist ein auf einem ehemaligen Militärgelände in der Stadt Erlangen gelegenes Naturschutzgebiet. Es ist eines der wenigen Naturschutzgebiete innerhalb einer deutschen Großstadt und Teil der Sandachse Franken.

## Geschichte
In den Jahren 1890 bis 1894 wurde für das in Erlangen errichtete Königlich Bayerisches Infanterie-Regiment Nr. 19 südlich der Neuen Infanteriekaserne an der Straße nach Buckenhof ein 150 ha großer Exerzierplatz angelegt. Bis zum Jahre 1938 wurden auf diesem Gelände die Artillerie-, Rheinland- und Panzerkaserne erbaut.
Nach dem Zweiten Weltkrieg wurde der Exerzierplatz von der US-Armee übernommen, die dort auch Wohnungen sowie einen Flugplatz errichteten. Nach dem Abzug der Amerikaner 1994 erwarb die Stadt Erlangen das Gebiet und errichtete dort den neuen Stadtteil Röthelheimpark. 25 ha des Areals wurden zum Schutz der seltenen und bedrohten Pflanzen im Jahre 2001 zum Naturschutzgebiet erklärt.
Im Süden schließen sich nahtlos weitere 11 ha ökologisch wertvolle Freifläche an, die nicht unter Naturschutz steht. Diese Fläche wird nun schrittweise bebaut, wogegen sich eine Bürgerinitiative wehrt. Der Bund Naturschutz hat im Mai 2012 gegen den Bebauungsplan Klage erhoben.

## Beschreibung
Der sandige Boden des Exerzierplatzes ist überwiegend nährstoffarm und trocken und stellt mit seinen auf diese Bedingungen spezialisierten Tieren und Pflanzen ein Biotop dar, das in Franken selten geworden ist. Um diese Lebensräume zu erhalten, haben sich im Juli 2000 sieben Landkreise, fünf kreisfreie Städte sowie mehrere Naturschutzvereine zu der Sandachse Franken zusammengeschlossen, dem größten Naturschutzprojekt in Bayern.
In dem Gebiet befinden sich eine Reihe von Tümpeln, die im Sommer austrocknen und seltenen Amphibien wie der Kreuzkröte Laichplätze bieten. Charakteristisch sind zudem die offenen Sandflächen, die über das Gebiet verteilt sind und einen speziellen Lebensraum für Pflanzen und Tiere bieten, sowie einzelne oder in kleinen Gruppen stehende Baume, vor allem Kiefern und Birken.
Das Gebiet wird von den Bewohnern der anliegenden Siedlungen gerne zum Spaziergehen, Joggen, Hund ausführen etc. genutzt. Hunde sind anzuleinen, was jedoch schwer durchzusetzen ist. Zum Schutz der Bodenbrüter ist der Zugang zum inneren Teil des Gebietes vom 15. März bis zum 31. Juli nicht erlaubt.
Zur Information der Besucher sind zahlreiche Informationstafeln sowie ein kleiner Besucherpavillon mit einem Sandgarten angelegt worden.

## Pflege

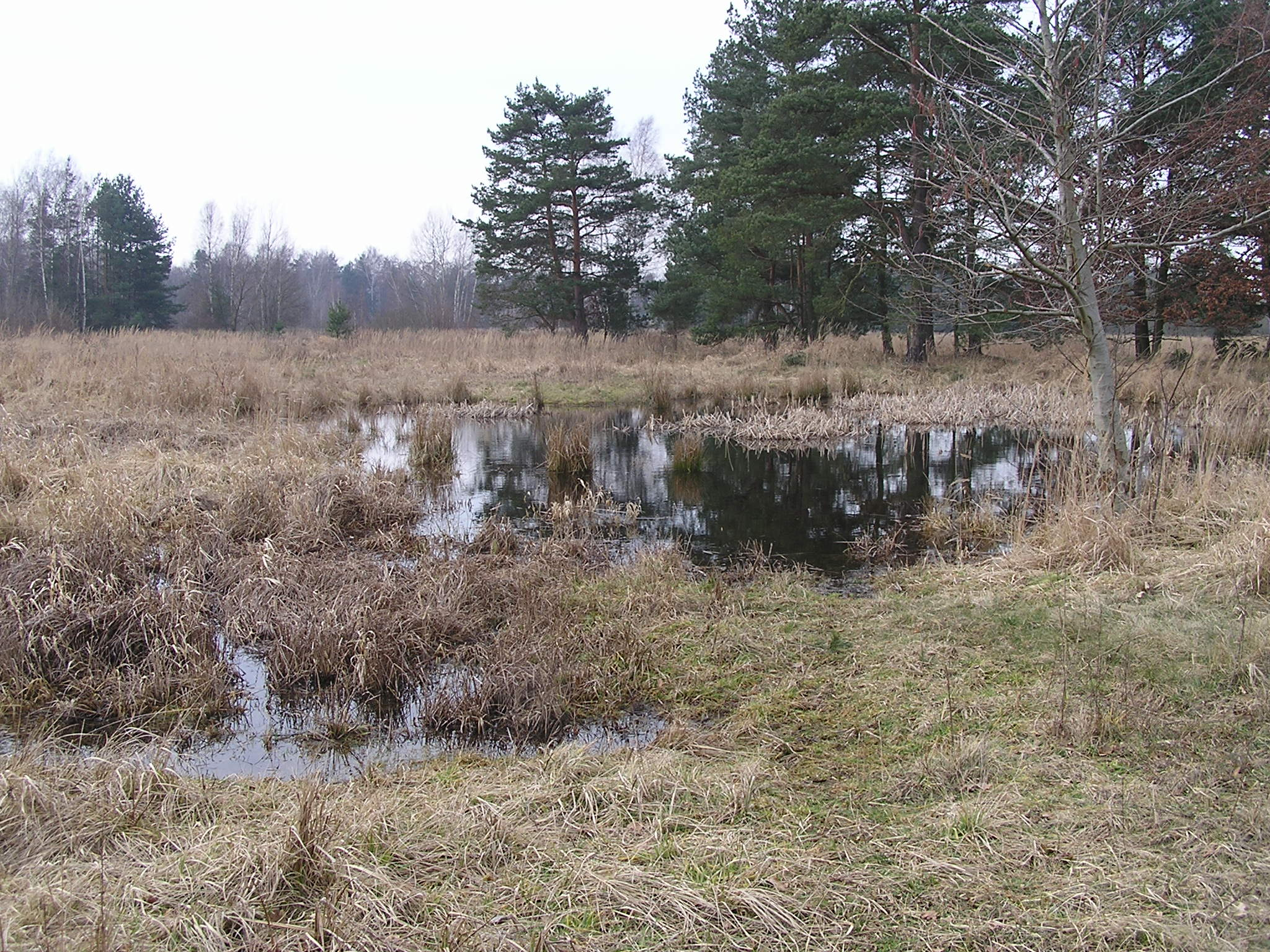
Einer der zahlreichen Tümpel, die im Sommer austrocknen

Eine der größten Gefahren für den Sandlebensraum ist die Verbuschung. Während der Nutzung des Areals als militärisches Übungsgebiet wurde diese durch das Befahren mit Kettenfahrzeugen verhindert. Nach dem Abzug der Garnison steht diese Möglichkeit nicht mehr zur Verfügung. Verschärft wird das Problem dadurch, dass das Gebiet gerne zum Auslaufen von Hunden genutzt wird. Der nährstoffreiche Kot der Tiere vernichtet die typischen Magerböden.
Lösungsansätze bestehen im regelmäßigen Abtragen von Humusschichten, Freilegen von offenen Sandflächen sowie dem Aufstellen von „Hundetoiletten“ mit Plastikbeuteln für den Kot. Zudem wird alljährlich eine Schafherde in das Naturschutzgebiet eingetrieben.

## Krötenzaun
Die in dem Gebiet vorkommenden Kreuzkröten überwintern im Buckenhofer Forst östlich des eigentlichen Naturschutzgebietes. Zum Laichen wandern die Tiere im Frühjahr in großer Zahl in die Tümpel des Schutzgebietes. Dabei müssen sie die Kurt-Schumacher-Straße überqueren. Um das Überfahren der Tiere zu verhindern, wird ab Februar jeden Jahres ein Krötenzaun entlang der Straße errichtet. Die Tiere laufen entlang des Zaunes, bis sie in aufgestellte Sammeleimer fallen, von wo sie von Freiwilligen jeden morgen aufgelesen und im Naturschutzgebiet wieder ausgesetzt werden.
Für die Rückkehr der Tiere wird kein Krötenzaun aufgestellt, da sich diese Wanderung nicht auf wenige Wochen konzentriert, sondern über den ganzen Sommer und Herbst verteilt. Ein Aufsammeln der Tiere über einen so langen Zeitraum lässt sich aufgrund fehlender Helfer nicht realisieren. Zudem geht man davon aus, dass sich aufgrund der zeitlichen Verteilung die Zahl der überfahrenen Kröten in Grenzen hält. Da die Kröten, die bis zu acht Jahre alt werden und mit zwei Jahren geschlechtsreif sind, bei ihrem ersten Laichen mit Abstand die die größte Zahl an Eiern produzieren, reicht es zumindest für die Arterhaltung aus, wenn sie es einmal über die Straße schaffen.

## Flora und Fauna
In dem heideähnlichen Areal finden sich über 380 Pflanzen, 172 Käfer- und 40 Vogelarten sowie seltene Eidechsen, Kröten und Insekten. Darunter sind u. a.:
Insekten

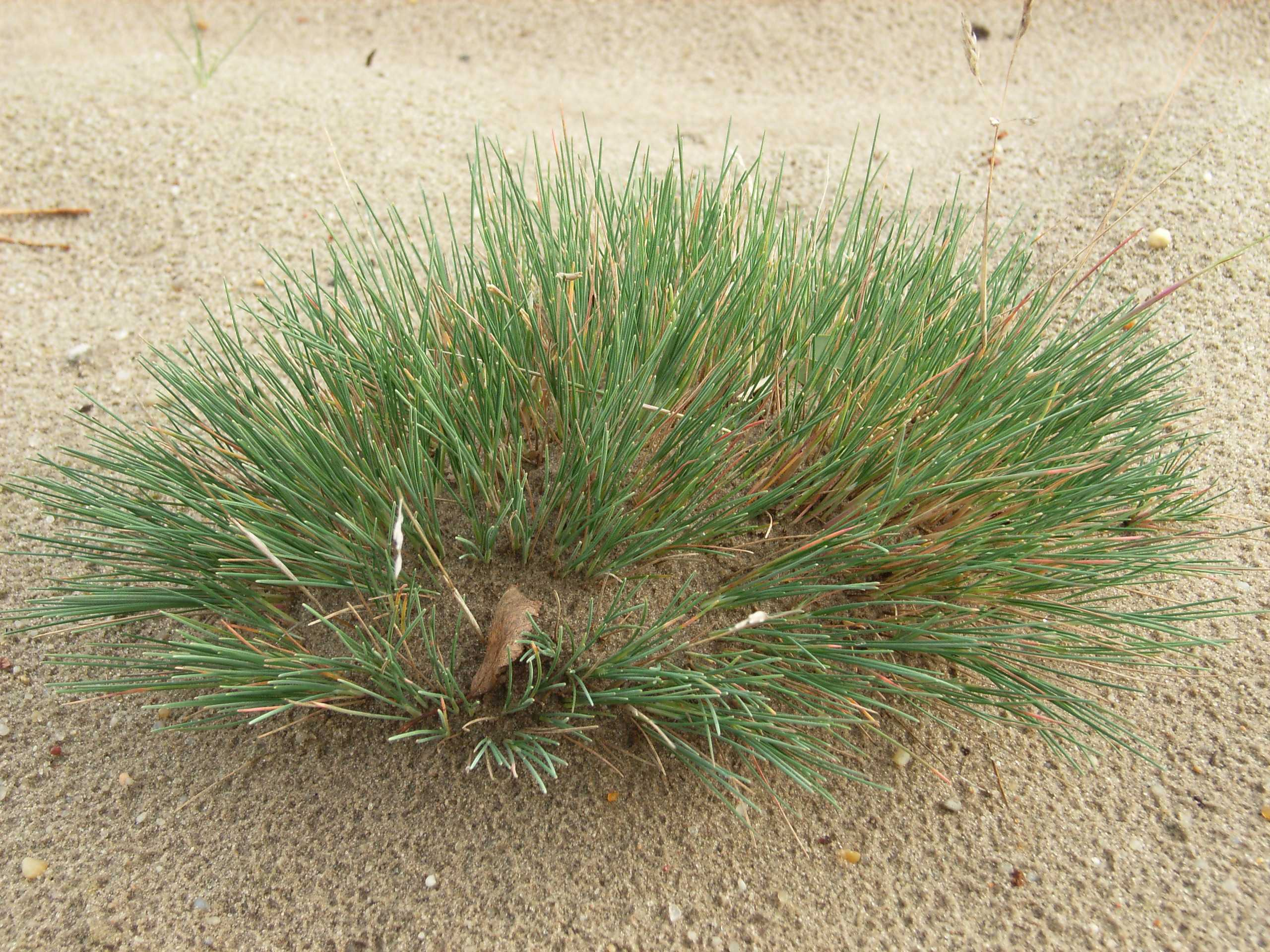
Das Silbergras ist auf dem sandigen Boden weit verbreitet

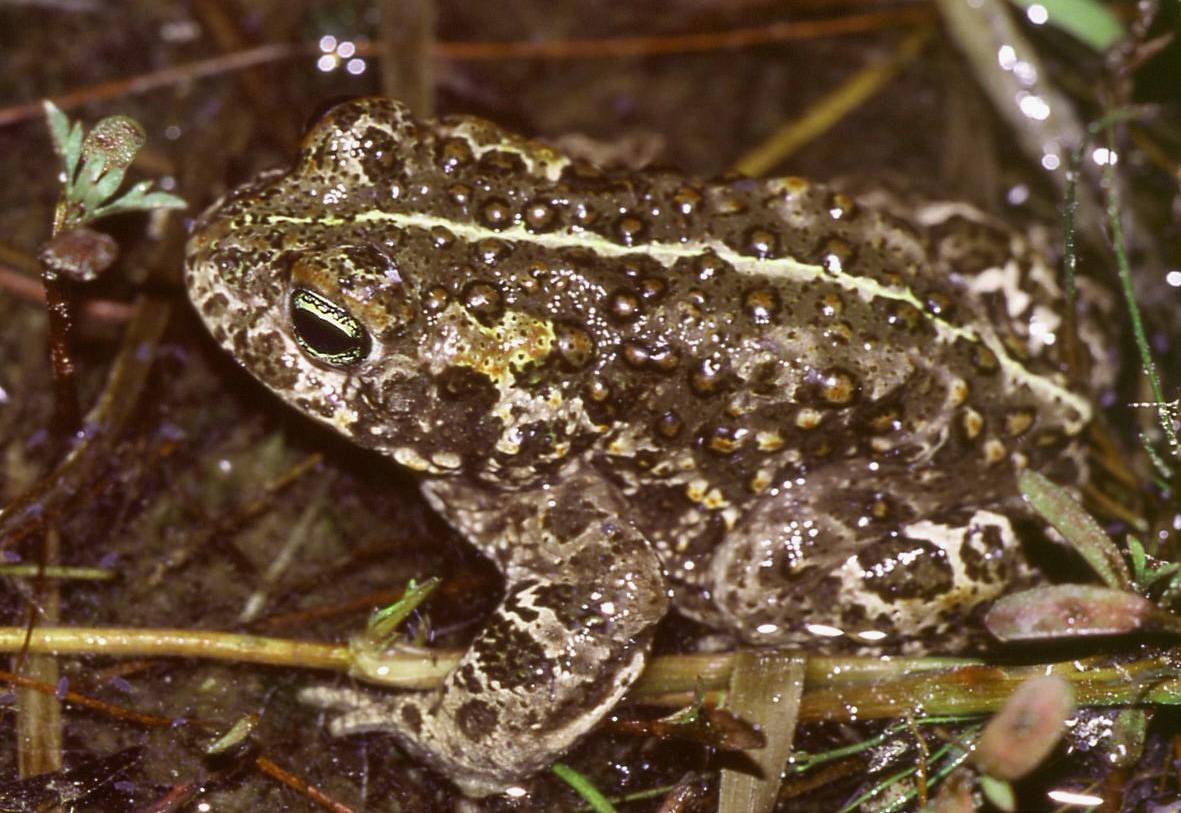
Die Kreuzkröte laicht im Naturschutzgebiet

- Die blauflügelige Ödlandschrecke, genannt „Ödi“, das Wappentier der Sandachse Franken
- Dünensandlaufkäfer
- Ameisenlöwe

Pflanzen
- Sandthymian
- Sandgrasnelke
- Nachtkerze
- Natternkopf
- Wacholder
- Besenginster
- Kiefer
- Berg-Sandglöckchen
- Silbergras
- Kleiner Sauerampfer
- Bauernsenf
- Rentierflechte
- Glashaar-Haarmützenmoos
- Kleines Habichtskraut
- Rotflüchtige Säulenflechte
- Frühlings-Spörgel

Vögel
- Grünspecht
- Goldammer
- Bluthänfling
- Heidelerche
- Neuntöter
- Buchfink
- Steinschmätzer
- Flussregenpfeifer
- Turmfalke

Amphibien
- Kammmolch
- Gelbbauchunke
- Kreuzkröte